# Monserrat (Buenos Aires)
Pour les articles homonymes, voir Monserrat.

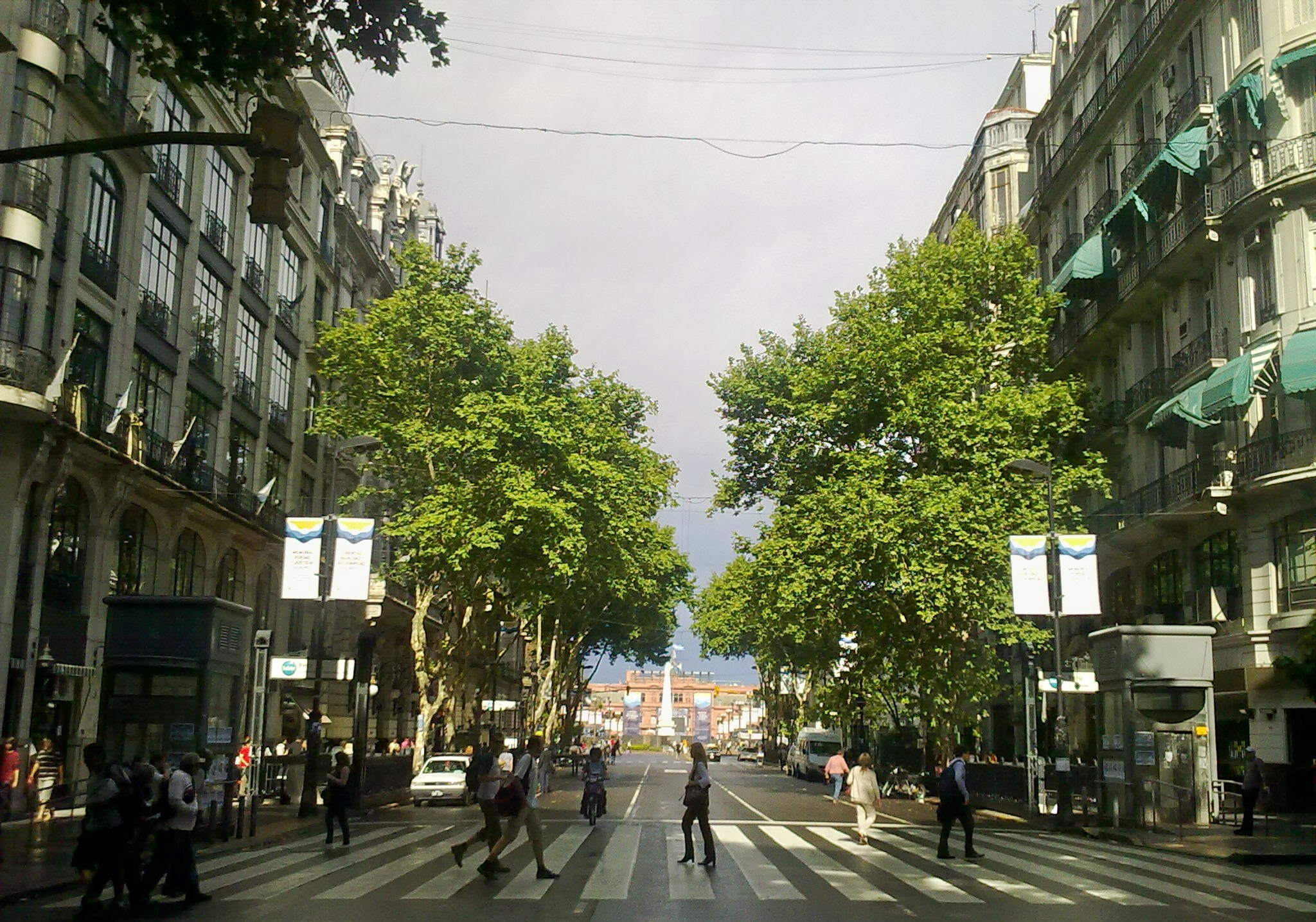
L'Avenida de Mayo traverse tout le quartier. Au fond on voit la Plaza de Mayo et la Casa Rosada

Monserrat (ou Montserrat) est un quartier (ou barrio) du centre historique de la ville de Buenos Aires. 
L'origine de son nom de Monserrat est dû au fait que, dans son église paroissiale, on vénérait depuis la fin du XVIIIe siècle une copie de la sculpture romane de la Vierge La Morenita du Monastère de Montserrat, en Espagne (Catalogne). Sur bien des cartes le quartier apparait sous le nom de Montserrat, bien que ce soit la forme Monserrat qui prévaille.

## Quelques chiffres
- La population du barrio s'élevait à 43.560 habitants en 2001.
- Sa superficie est de 2,2 km2
- La densité de population est de 19.800 hab / km2, soit 198 par hectare.

Le 8 septembre est le Jour du quartier de Montserrat ou Día del Barrio de Monserrat.

## Limites
Le quartier est délimité essentiellement par l' Avenida Entre Ríos (à l'ouest), l' Avenida Rivadavia (au nord), l' Avenida Ing. Huergo (à l'est) et les rues Chile, Chacabuco ainsi que l' Avenida Independencia au sud.

## Sites importants

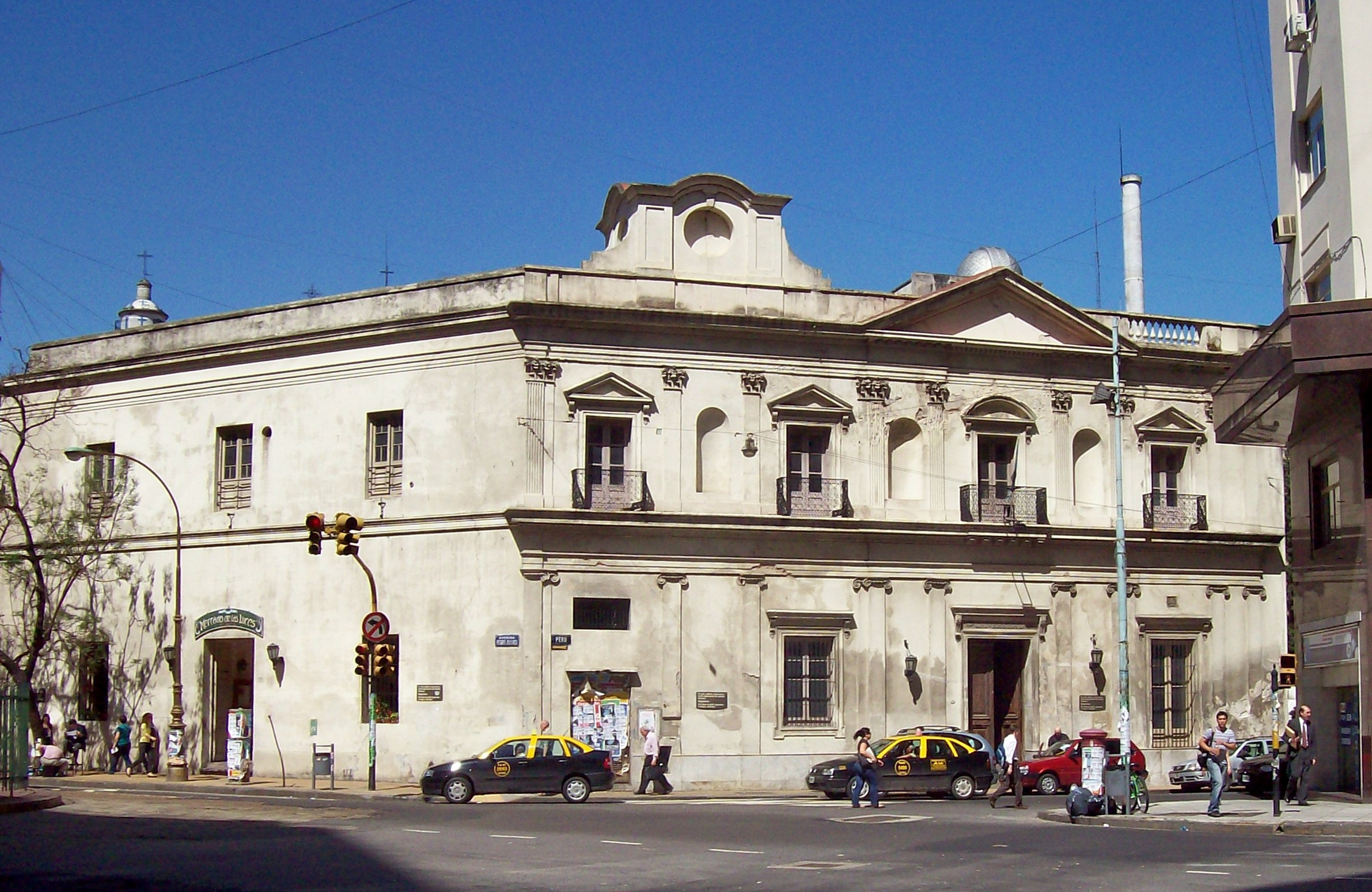
Manzana de las Luces est l'un des principaux complexes historiques de la ville et préserve plusieurs des constructions les plus anciennes, comme l'église de San Ignacio, considérée comme le plus grand bâtiment de la ville et encore conservée sur le terrain de Buenos Aires.

Beaucoup de sites d'intérêt y sont concentrés : le Cabildo, la Plaza de Mayo, la Casa Rosada, la Place du Congrès, le siège du Gouvernement de la ville de Buenos Aires, ainsi que les églises de Monserrat, de San Francisco et de Santo Domingo. Se trouvent aussi sur le territoire du quartier la Manzana de las Luces (Îlot des lumières), dont les édifices principaux sont l'église de San Ignacio, le Collège national de Buenos Aires (Colegio Nacional de Buenos Aires), l'ancien édifice de l'Université de Buenos Aires et l'actuelle Université Favaloro.
La partie la plus proche de la rivière, à l'est de l'actuelle rue Piedras c'est aussi la plus ancienne, appelée Cathédrale au sud ou Quartier Sud pendant les XVIIIe et XIXe siècles, et connue également comme Quartier du Tambour ou du Mondongo, parce que la population était surtout afrodescendente.
Depuis le XXe siècle la partie la plus orientale du quartier, autour de la Plaza de Mayo, est souvent confondue avec le quartier de San Telmo, tandis que la zone proche de la Place du Congrès est habituellement appelée "Congreso".